# Annali degli Abruzzi
Gli Annali degli Abruzzi sono un monumentale trattato storico in 24 volumi, scritto da Anton Ludovico Antinori nell'arco di vent'anni, fino alla morte nel 1778, pubblicati parzialmente nel 1784 a Napoli con titolo diverso, e poi integralmente con revisione e commento a Bologna dall'editore Forni, tra il 1971 e il 1973.
Gli Annali rappresentano la "summa" del lavoro antinoriano sulla ricerca storica della regione Abruzzo, dopo la Corografia storica degli Abruzzi in 2 volumi, pubblicati dalla Deputazione Abruzzese di storia patria all'Aquila, nonché ancora oggi l'opera più completa e approfondita per lo studio della storia della regione. Come il contemporaneo Niccola Palma con la Storia civile e religiosa della regione Abruzzo (4 voll.), l'opera in maniera nettamente più approfondita offre un'analisi storica precisa e dettagliata del territorio abruzzese dalle origini, dunque dall'era della Preistoria, fino all'anno 1777, attraversando le varie fasi delle epoche, ossia dalla civiltà italica dei Sanniti (VIII-II sec. a.C.), alla conquista romana (I-III sec.), passando poi al Medioevo mediante le invasioni longobarde e franche (VI-VIII sec), alla conquista normanna (XI-XII sec), alla riorganizzazione territoriale e amministrativa nel Giustizierato (1233) per mezzo di Federico II di Svevia, alle varie guerre di dominio della Corona Napoletana, fino ai grandi terremoti del 1703 e del 1706.

## Il Corpus Antinoriano

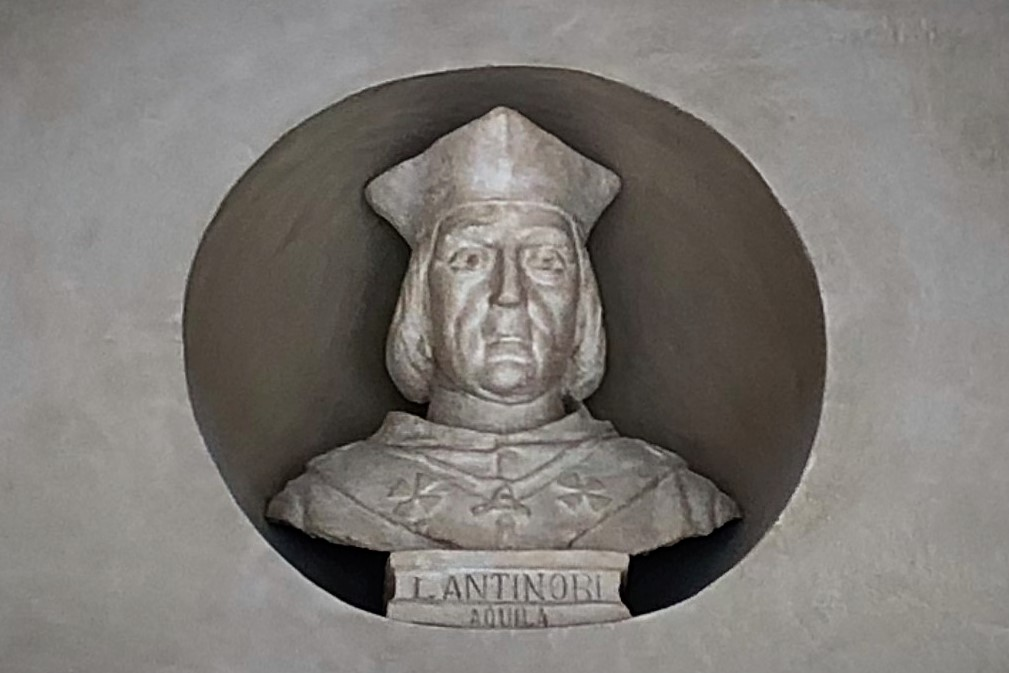
Busto di Anton Ludovico Antinori presso la loggia del Palazzo dell'Emiciclo all'Aquila

L'Antinori lasciò alla sua morte una grande mole di manoscritti, legati al testamento che ne prescriveva l'affidamento ai familiari dopo la sua morte nel 1778. Nel 1832 il pronipote Anton Ludovico Antinori junior li cedette alla famiglia Dragonetti con altro testamento, e nel 1887 i documenti furono donati da Giulio e Luigi Dragonetti alla Biblioteca provinciale Salvatore Tommasi dell'Aquila. Mancanti di un titolo vero e proprio, i documenti furono revisionati da E. Casti per la catalogazione dell' "Opera omnia Antinoriana" in 51 blocchi di libri, che li suddivise in Annali degli Abruzzi (voll. 1-24), Corografia storica degli Abruzzi (in ordine alfabetico, voll. 25-42), Raccolta di iscrizioni abruzzesi (voll. 43-47), Monumenti, uomini illustri e cose varie. Annali di Aquila (voll. 48-51).
La pubblicazione delle opere è stata posticipata di molto a causa della incompiutezza di alcune opere, non revisionate dall'autore, che si presentavano soltanto come una raccolta di informazioni con segni diacritici, bibliografie di riferimento a fondo pagina e note varie, così come la numerosa presenza di errori e sviste. La mancanza del senso e del concetto stesso di storia nelle opere dell'Antinori, che si presentano tutt'oggi, ad accezione degli Annali, come una semplice e voluminosa raccolta di informazioni prese da documenti storici come bolle pontificie, regesti, cataloghi, antichi documenti giudiziari, ha fatto sì che l'Antinori nel futuro fosse sì considerato uno dei maggiori scrittori d'Abruzzo per la raccolta di informazioni e dissertazioni inerenti alla regione, e alle città di Lanciano e L'Aquila, di cui fu vescovo, benché manchi il senso della critica, dell'analisi, dell'impersonalità dello storico, e del nesso narrativo che conferisca originalità all'opera stessa, così come si può dire per le due raccolte della Cronografia storica degli Abruzzi o per la Storia di Aquila.
Morto l'Antinori, il fratello Gennaro pubblicò una parziale raccolta dei suoi testi, intitolata Memorie istoriche delle tre province degli Abruzzi (voll. 4) nel 1784, una sorta di compendio delle varie opere, senza una corretta analisi di revisione. L'abate Domenico Romanelli di Lanciano, successivamente, cominciò a pubblicare gli scritti antinoriani inerenti alla storia della Frentania, ossia del territorio del Sangro attorno alle diocesi di Lanciano e Ortona, e nel 1790 si vide la pubblicazione delle Antichità storico-critiche dei Frentani; il Romanelli riutilizzò gli appunti antinoriani anche per le sue Scoverte Patrie di antiche città distrutte nella Regione Frentana. Soltanto nel 1871-73 si ha la pubblicazione integrale da parte di Forni Editore a Bologna.  Chiara Zuccarini ha raccolto e digitalizzato tutti gli Annali nel 2012-2013, e ha pubblicato i primi 5 tomi consultabili gratuitamente online.

### Differenza con laCorografia istorica degli Abruzzi

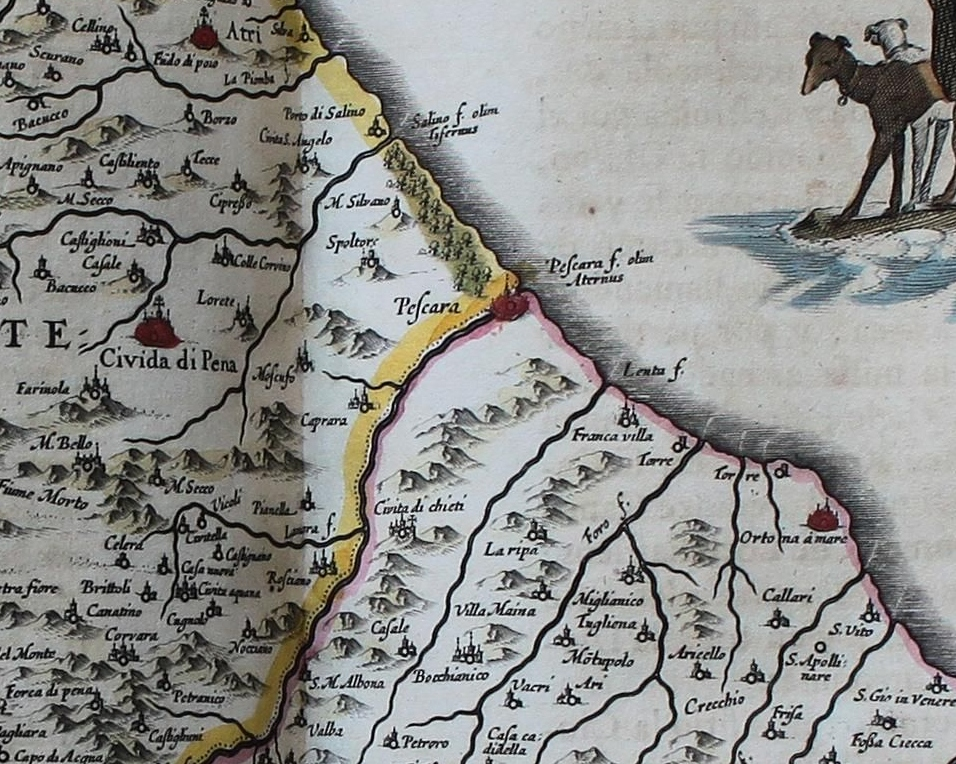
Carta della "Geographia Blaviana" (1659) ritraente l'Abruzzo Citeriore ed Ulteriore

La differenza distributiva del materiale in analisi è ben evidente confrontando gli Annali con la Cronografia, mentre la prima opera è ben distribuita in forma discorsiva, in paragrafi e capitoli, in cui l'autore spiega con analisi di fonti i vari periodi storici che si sono intercorsi, la Corografia si presenta come un voluminoso contenitori di fatti storici, inerenti a diversi argomenti di monumenti, pergamene, regesti, citazioni su castelli, feudi, abbazie, monumenti vari, città abruzzesi, raggruppati in una sola opera, mediante trascrizione di antichi documenti per l'appunto, citati come fonte. Quest'opera è stata raggruppata e pubblicata per la prima volta in 17 libri da Vincenzo De Bartholomaeis per la Regia Deputazione abruzzese di Storia patria.
Un esempio di argomento descritto nella Corografia, è il numero di notizie riguardo alla chiesa di Santa Maria in Valle Porclaneta a Rosciolo, nella Marsica. Si legge:
(Cronografia storica degli Abruzzi)
La descrizione dei possedimenti del monastero di Santa Maria è, praticamente, una delle centinaia di trascrizioni dell'Antinori nell'opera, precisamente il Regesto del 1250 in Eccl. S. Mar. in Valle - Marculani cop. q.m. Frac. Floridi, nell'Archivio del Monastero di San Salvatore all'Aquila, nell'anno 1601, inerente all'anno 1086, a cui fanno riferimento le disposizioni descritte nel regesto stesso dell'epoca sveva, in occasione dello scioglimento vincolare dall'abbazia di Montecassino dall'imperatore Lotario nel 1137, e dall'imperatore Arrigo VI di Lussemburgo nel 1191, insieme al castello di Rosciolo.
Invece altri passi che non siano la trascrizione in volgare dei regesti e di documenti, come nella descrizione della rocca di Castel Menardo a Serramonacesca, si ha questo esempio:
(Cronografia storica degli Abruzzi)

## Reperibilità
I volumi dell'Antinori sono reperibili nella versione a stampa anastatica di Bologna del 1971 in tutte le biblioteche provinciali della regione Abruzzo (la Tommasiana dell'Aquila, la D'Annunzio di Pescara, la De Meis di Chieti, la Delfico di Teramo), ed è disponibile anche presso alcuni conventi, come ad esempio nella biblioteca "Sant'Angelo della Pace" presso il convento di Sant'Antonio di Padova di Lanciano (CH), città in cui Antinori fu vescovo, nonché nella biblioteca comunale Liberatore.
È disponibile online anche la prima pubblicazione non integrale della Raccolta di Memorie istoriche delle Tre Province degli Abruzzi pubblicata a Napoli nel 1781-84, in soli quattro volumi, a cura del fratello Gennaro Antinori.

## Contenuto

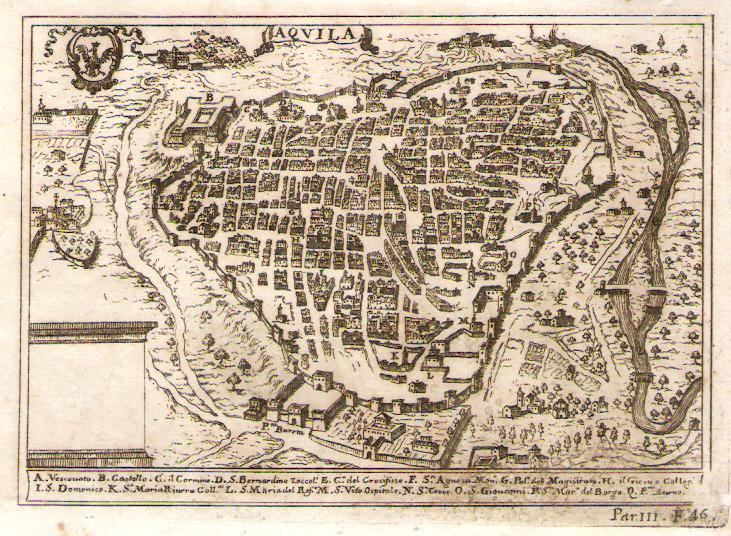
L'Aquila in un disegno dell'abate G.B. Pacihelli

Ciascun tomo è suddiviso in capitoli, a loro volta ridotti a sotto-capitoletti. Qui sono riportati i capitoli principali.
- Tomi I-V: dalle origini preistoriche delle cosiddette popolazioni degli Aborigeni o Libruni, fino al X secolo d.C.. Nei primi due tomi si parla degli Italici, dei Sanniti e delle loro sottotribù, degli scontri con Roma nelle guerre sannitiche e del ruolo degli Italici abruzzesi nelle campagne di conquista di Roma sino all'era di Cesare. Nei tomi II-III si parla della seconda fase dell'impero Romani, si parla molto degli abruzzesi Ovidio e Asinio Pollione, e delle vicende del prosciugamento del lago Fucino nella Marsica per mezzo di Claudio. Torre della Cattedrale di San Giustino a Chieti

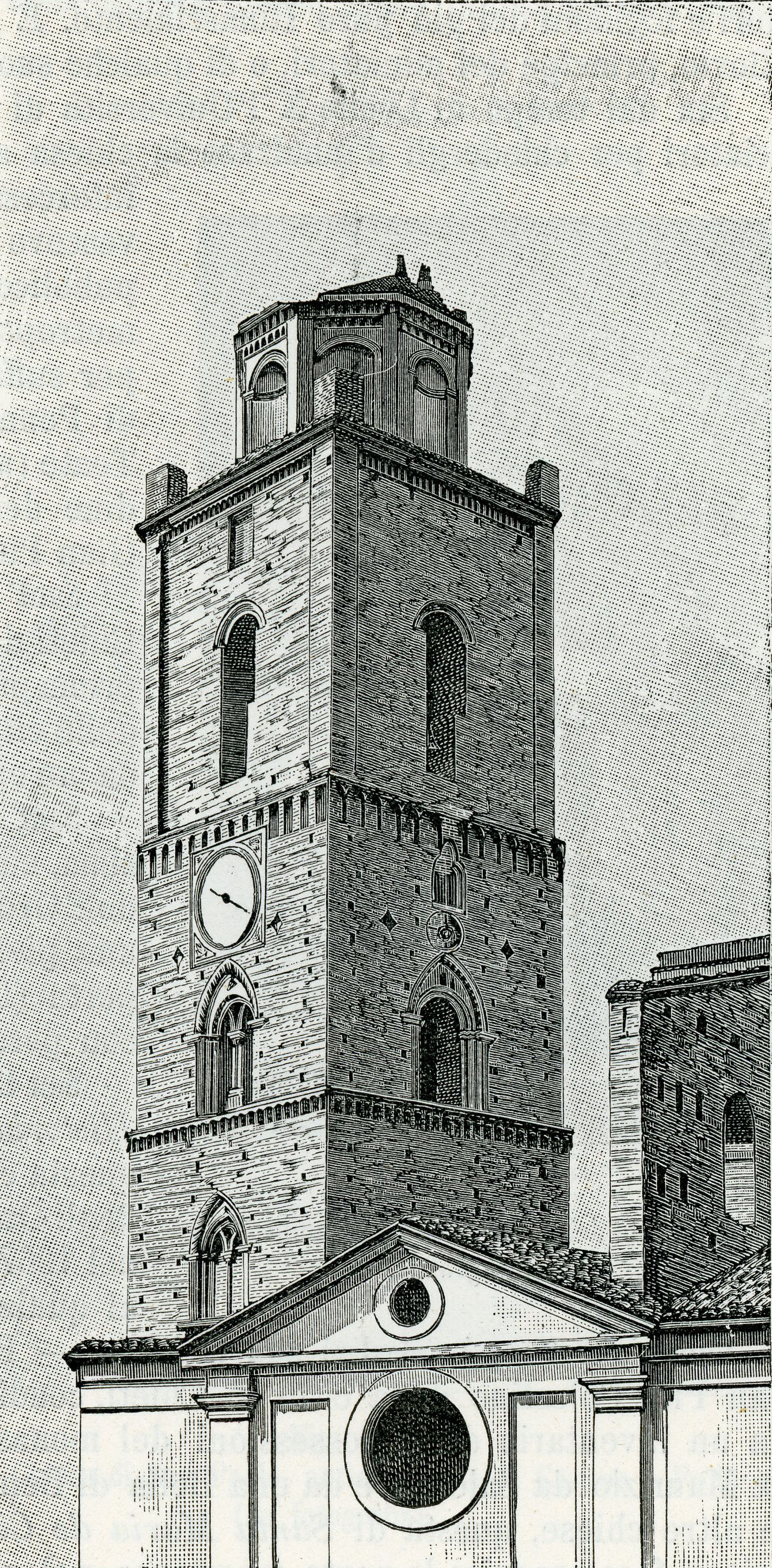
Torre della Cattedrale di San Giustino a Chieti

Il secondo tomo si conclude con l'arrivo dei Longobardi in Abruzzo nel 542, e nei tomi seguenti si parla delle varie popolazioni Franche, Saracene, Ungare che invadono la regione, fino al 982 d.C. Descrizione delle baronie createsi nelle ex province romane, come quella dei Conti di Celano e del Comitato Teatino degli Attoni.
Nel 2013 Chiara Zuccarini ha digitalizzato tutti gli Annali, rendendo parzialmente disponibili gratuitamente online solo i primi 5:
- - Tomo I
  - Tomo II
  - Tomo III (prima parte)
  - Tomo III (seconda parte)
  - Tomo IV (prima parte) e parte I bis
  - Tomo IV (Seconda parte) e parte II bis
  - Tomo V (prima parte)
  - Tomo V (seconda parte)
  - Tomo V (terza parte)
- Tomi VI-XII: si tratta delle vicende dei Normanni, delle diverse conquiste di Roberto di Loritello a Teramo, del conte Ugo de Mamouzet a Manoppello, e dei possedimento di Chieti. Descrizione successiva della fondazione del Guasto d'Aimone a Vasto, delle vicende di conquista di Federico II di Svevia nel 1220-1233, della fondazione di Aquila nel 1254 e delle relative vicende.
- Tomi XIII-XVIII: vicende di Pietro da Morrone, delle fasi di conquista degli Angioini e degli Aragona nel territorio abruzzese, con successiva ripartizione in Abruzzo Citra e Ultra (gli Abruzzi), descrizione delle figure più importanti come Jacopo Caldora e Braccio da Montone, i notabili, i poeti, i giuristi del XIII-XV secolo, descrizione della guerra all'Aquila nel 1424, della stabilità economica con l'arrivo di Carlo di Durazzo a Napoli, descrizione dei diversi terremoti che hanno interessato la regione, in particolare quelli del 1349 e del 1456.
- Tomi XIX-XXXVI: descrizione dell'infeudamento di varie città abruzzesi, tra le quali L'Aquila, Chieti, Sulmona, e Lanciano. Descrizione dei fatti storici dell'epoca rinascimentale, del marchesato dei D'Avalos a Vasto, della famiglia Valignani a Chieti, dei Dragonetti e dei Franchi all'Aquila, sotto il governo del viceregno spagnolo. Analisi minuziosa degli avvenimenti, e descrizione dettagliata dei più gravi terremoti che hanno sconvolto la regione nel 1703 all'Aquila e nel 1706 a Sulmona. Nell'ultima parte si descrivono i vari fatti che precedettero i grandi rivolgimenti sociali di stampo giacobino sulla scia della rivoluzione francese del 1879. Si tratta più che altro di questioni di successione familiare per i possedimenti terrieri, e cronachistica d'interesse accademico sui vari feudi situati nei diversi contadi della regione.